# Moca (Guinea Ecuatorial)
Moka o Moca es el nombre de un municipio y un valle de la provincia de Bioko Sur localizada en la isla de Bioko en Guinea Ecuatorial.
Debe su nombre a un Rey bubi llamado Möókáta, que literalmente significa "Rey Moka", quien estuvo en el poder entre los años 1835 y 1845, para volver a reinar en el 1875 hasta el 1898 durante la Dinastía Bahítáari.

## Geografía
- Altitud: 1.014 metros.
- Latitud: 03º 19' 59" N
- Longitud: 008º 40' 00" E